# Курмалар
Курмалар — деревня в Пафлагонии, в Турции. Расположена у подножья горной цепи Ылгаз, к западу от города Тосья, в 14 км от города Ылгаз и в 67 км от Чанкыры. Относится к району Ылгаз в иле Чанкыры.

## История
В древности гора Ылгаз была известна как Ольгассий. На Ольгассии всюду были воздвигнуты святилища. Близ деревни Курмалар обнаружены остатки храма Великой Геры — Герайона, построенного в III—II вв. до н. э. и существовавшего до II — первой половины III века н. э. Сохранились часть фундамента храма, фрагменты эллинистической и римской керамики, остатки антаблемента с изображением листьев аканфа. Существует предположение, что в этом месте находилась Кимиата — сильное природное укрепление в области Кимиатена, служившее основателю и владыке Понта Митридату I Ктисту опорным пунктом. Кристиан Марек полагает, что это святилище Геры Кандарены (др.-греч. Ἥρας Κανδαρηνής ιερόν) близ Гангры, упоминаемое Стефаном Византийским.